# Rocca Canterano
Rocca Canterano est une commune italienne de la ville métropolitaine de Rome Capitale, dans la région Latium.

## Géographie
Rocca Canterano est située au centre des monts Ruffiens, au pied de leur sommet le mont Costasole culminant à 1 253 mètres.

## Administration
| Période                                  | Période | Identité | Étiquette | Qualité |
| ---------------------------------------- | ------- | -------- | --------- | ------- |
|                                          |         |          |           |         |
| Les données manquantes sont à compléter. |         |          |           |         |

### Communes limitrophes
Agosta, Anticoli Corrado, Canterano, Cerreto Laziale, Gerano, Marano Equo, Saracinesco.